# エルネスト・コフィニョ

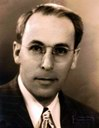
コフィニョ博士

エルネスト・コフィニョ（Ernesto Cofiño、1899年6月5日 - 1991年10月17日）は、グアテマラの医師、医学者。
グアテマラにおける小児科学研究のパイオニアであり、病院設立の他に、母国のカリタス会長などを勤め、多くのNGOや社会福祉事業で活躍した。2000年より列聖調査が開始されたオプス・デイの信者である。フルネームは「Ernesto Cofiño Ubico」。

## 生涯
エルネスト・コフィニョは1899年6月5日にグアテマラシティで生まれた。学業を終えた後、1929年にパリ大学医学部で外科医として働き始めた。1933年にクレメンシア・サマヨア・ルビオと結婚し、5人の子どもに恵まれた。尽きることの無い奉仕の精神で職務を全うし、人々の心と体の健康を向上させることに挺身した。
超自然的にも人間的にも優れた感覚をもっていたエルネストは、生命の尊厳を守るために様々な活動を促進し、自らも先頭にたって働いた。将来の母となる女性や路頭をさまよう子どもたち、そして親のいない子どもたちの福祉を向上させるために、社会問題の解決にも取り組んだ。そのために、様々な施設を設立し、また4年間に渡って国立救貧院を指導した。エルネストは、グアテマラにおける小児医学の開拓者であり、聖カルロス大学医学部の小児医学教授を務めまた。1945年、グアテマラ小児医学士協会を設立した。
1956年、スーパーヌメラリとしてオプス・デイへの所属を申請した。この時から、祈りと犠牲、ミサへの参列と日々の聖体拝領、毎週のゆるしの秘跡を通して、神と向き合う生活を深めて行った。聖母マリアへの信心を深め、ロザリオの祈りを積極的に広めた。また、教会の教えを深く学び、日々の研究活動に反映させて行った。
使徒職にも力を注ぎ、喜びと寛大な心を多くの人々に伝えて行った。彼自身、多くの犠牲を捧げながら、社会についての教会の教えを実践するために働き、また、多くの人々にも、経済的あるいは祈りによって、キリスト教的な社会を建設する事業に協力していくように呼びかけた。様々な教育機関にも積極的に協力し、農業従事者、労働者、女性たち、また、貧困者たちの育成に尽力した。この隣人への奉仕の業は、92歳まで継続した。25年間未亡人生活を送った。
癌による長期の闘病生活を変わらない英雄的な態度で過ごした後、1991年10月17日にグアテマラにて死去した。

## 列福・列聖調査
エルネストの列聖調査の開始および委員の任命の宣言は2000年7月31日にグアテマラ市において発布され、教区における調査の開始行事はグアテマラ大司教プロスペロ・ペナドス・デル・バリオによって行われた。2001年4月5日、証人たちの聴聞および調査に必要なすべての書類が整えられ、教区における調査が終了した。2001年5月5日、教皇庁列聖省に議事録が提出された。
列聖誓願事務所には、エルネスト・コフィニョの取り次ぎによる恵みの報告が、中央アメリカ諸国をはじめ、メキシコ、米国、オーストラリア、フランス、スペイン、ポーランドから寄せられている。

## 社会福祉事業
エルネストは以下のNGOや社会福祉事業で活躍した：

### 医療関係
- Sanatorio Antituberculoso Infantil in San Juan Sacatepéquez (Children's Antituberculosis Hospital) - 設立者（1942年）
- Unidad Asistencial de San Juan (St. John Assistantial Unit) - 設立者（1946年）
- Centro Educativo Asistencial (formerly Hospicio Nacional) - 院長（1951年 - 1955年）
- Sociedad Protectora del Niño (Society for the Protection of children) - 院長（1940年 - 1946年）
- Lucha Nacional contra la Tuberculosis (National Fight against Tuberculosis) - 代表（1945年 - 1946年）
- Asociación de Guarderías Infantiles de Bienestar Social - 役員（1954年）
- Caritas de Guatemala - 代表（３年間。９万人の人に食料配布を行った）
- Instituto Interamericano del Niño (Interamerican Institute for the Child)- グアテマラ代表（1945年 - 1955年）
- Fundación para el Desarrollo Integral (FUDI) - 設立に協力した

### 教育関係
- Centro Universitario Ciudad Vieja - 初院長（1958年）
- Instituto Femenino de Estudios Superiores (IFES)
- Residencia de Estudiantes Verapaz
- Centro de Formación Profesional para la Mujer Junkabal
- Centro Educativo Técnico Laboral Kinal

## ドキュメンタリー
- Ernesto Cofiño. Todos pueden ser santos